# 난중일기 (1997년 영화)
"난중일기"(난중일기, 충무공 이순신, Admiral's Diary)는 한국에서 제작된 변강문 감독의 1997년 애니메이션 영화이다.

## 기타
- 배경: 김용환
- 원화: 강신길
- 채화: 강재욱
- 동화: 강민수